# 石井茂吉
石井 茂吉（いしい もきち、1887年（明治20年）7月21日 - 1963年（昭和38年）4月5日）は、写真植字機の共同発明者。写研の設立者で、石井翁とも呼ばれた。東京都北区堀船町出身。

## 経歴
1887年、東京府北豊島郡王子村（現在の東京都北区王子）に生まれる。京北中学で井上円了の薫陶を受ける。第一高等学校を経て東京帝国大学工科大学へ入学し、1912年（明治45年）機械工学科卒業。同年神戸製鋼所に入社し技師として働いていたが、1923年（大正12年）秋、星製薬に高級技師として転職。そこで印刷部主任をしていた森澤信夫（のちにモリサワを創業）と出会い、ともに写真植字機の実現を目指すことを誓う。1924年7月に2人で装置の特許を出願。8月に星製薬を退職し（森澤の退職は12月）、石井の実家は米穀商であったため、その資金力を背景に1926年（大正15年）、2人で写真植字機研究所を設立。1929年（昭和4年）に実用機を開発し大手印刷会社に納品するが、オペレーター不足やルビ機能不搭載などによりほとんど使われなかった一方、潮汐表印刷等で海軍など軍関係の需要はあった。このころ映画の字幕への採用が拡大し経営難が救われた。森澤とは1933年に方針の違いから、個人的な交流は継続しつつ事業面では決別するが、この研究所が後に写研となり、日本の印刷・出版業界をリードする企業に育っていく。
1935年、ルビ機能の開発に着手し、翌1936年に実用化する。この年、社名を石井写真植字機研究所と変更。このころから写植機の軍関係の採用が拡大していく。1942年からは多言語対応が求められたプロパガンダ誌『FRONT』に採用された。1943年にはそれまで縦書きが主要であった組版の横書き対応を行う。1945年に豊島区大塚駅付近に移転するが、そこで空襲に遭う。
戦後は物資不足の中、活字の不要な写植への需要が大幅に増加し、平凡社の事典を中心に多くの注文に対応する。1950年、社名を株式会社写真植字機研究所と改め、石井が社長となる。1953年から始まったテレビ放送では、テロップ文字に写植が採用される。1956年には電算写植機SAPTONの開発が始まり、1960年代に地方新聞から次々採用されるようになる。
1963年、石井は75歳で他界した。

## 書体の開発
石井は自分自身で書体のデザインも手掛け、むしろその方面での評価が高い。というのも会社創設期には、既存の金属活字を元に作成した書体を使おうとしたが、結果的にそれは写植機で十分使えるものにならず、独自の書体を作成する必要にせまられたからである。かつて井上円了に師事し、能筆家であった石井は、写植用の新たな明朝体作成に挑戦した。戦前は活版印刷が主流で写植の採用は主に外地の軍関係であったが、国内出版物にも北園克衛の詩集『夏の手紙』、雑誌『書窓』などにわずかに採用された。その中のひとつ『西条八十詩謡全集』の奥付には、「製版所 写真植字機研究所、製版者 石井茂吉」と記されている。
戦後は明朝体だけでなく、ゴシック体、教科書体など様々な要求に従って書体を作成した。1946年には当用漢字1,850字が告示されたが、石井は印刷業には最低5,000字は必要と考え、作成していった。
1951年、大修館書店の鈴木一平から『大漢和辞典』（諸橋轍次 編）を刊行するために使用する文字（写植原字）の製作を依頼された。この大著を印刷するための版は空襲で失われてしまっていたためである。彼は病気を理由に断るが、最終的に承諾。独力で約5万字におよぶ写植原字を8年がかりで書き上げた。1960年に全13巻の刊行が完了し、文化的にも大きな足跡を残した。
石井の手になる石井明朝体、石井ゴシック体など数々の石井書体をはじめとして、写研の書体（フォント）の質の高さは彼以来の伝統であり、DTP時代に入っても高く評価され、橋本和夫、鈴木勉、今田欣一、鳥海修、藤田重信、小林章といった写研出身の書体デザイナーが活躍している。

## 褒賞・受賞
- 1939年 東日・大毎印刷賞
- 1952年 藍綬褒章[5]
- 1960年 第8回菊池寛賞（『大漢和辞典』の原字作成に対し）[26][5]
- 1961年 科学技術庁長官賞
- 1962年 紺綬褒章

## 石井賞
のちに写研では彼の名を冠して石井賞創作タイプフェイスコンテストを設け、優秀な書体を写植文字盤として発売することとした。第1回は1969年に募集を開始し（締め切りは1970年1月末日）、1970年4月にコンテンスト結果が発表された。この賞からはナールやスーシャなどの書体が生まれ、受賞者たちはそれぞれ、その後の日本のタイプフェイスデザインを引っ張っていく存在として成長していった。1998年の第15回をもって当コンテストは終了している。
| 回 | 年度   | 石井賞受賞者 | 書体名                | 備考     |
| -- | ------ | ------------ | --------------------- | -------- |
| 1  | 1970年 | 中村征宏     | ナール                |          |
| 2  | 1972年 | 鈴木勉       | スーボ                |          |
| 3  | 1974年 | 鈴木勉       | スーシャL・B          |          |
| 4  | 1976年 | 與口隆夫     |                       | 未商品化 |
| 5  | 1978年 | 波多野煌二   |                       | 未商品化 |
| 6  | 1980年 | 鴨野実       | カソゴL               |          |
| 7  | 1982年 | 今田欣一     | ボカッシィG           |          |
| 8  | 1984年 | 橘高はじめ   | キッラミンL           |          |
| 9  | 1986年 | 佐藤豊       |                       | 未商品化 |
| 10 | 1988年 | 今田欣一     | いまりゅうD           |          |
| 11 | 1990年 | 長谷川真策   | ハセフリーミンB・E・H |          |
| 12 | 1992年 |              |                       |          |
| 13 | 1994年 | 郭炳權       |                       | 未商品化 |
| 14 | 1996年 | 重野憲一     |                       |          |
| 15 | 1998年 |              |                       |          |